# 속초시·고성군·양양군·인제군
속초시·고성군·양양군·인제군은 대한민국의 옛 국회의원 선거구이다. 당시 강원도의 속초시, 고성군, 양양군, 인제군을 관할하였다.

## 역사
1995년 1월, 춘천시와 춘천군이 통합 춘천시로 통합되었으며 강릉시와 명주군이 통합 강릉시로 통합을 이루게 되었다. 이에 대한민국 제15대 국회의원 선거를 앞두고 명주군·양양군 선거구와 춘천군·양구군·인제군 선거구가 폐지되었으며 이로 인한 선거구 개편 과정에서 양양군과 인제군이 속초시·고성군 선거구에 편입되어 속초시·고성군·양양군·인제군 선거구를 구성하게 됨에 따라 신설되었다.
대한민국 제17대 국회의원 선거를 앞두고 인제군이 신설되는 철원군·화천군·양구군·인제군 선거구에 편입되었으며 남은 속초시, 고성군 ,양양군이 속초시·고성군·양양군 선거구를 구성하게 됨에 따라 폐지되었다.

## 역대 국회의원
| 선거   | 정당 | 정당         | 의원   |
| ------ | ---- | ------------ | ------ |
| 1996년 |      | 신한국당     | 송훈석 |
| 2000년 |      | 새천년민주당 | 송훈석 |

## 역대 선거 결과

### 대한민국 제15대 국회의원 선거
|  | 34.12% |

|  | 26.43% |

|  | 11.83% |

|  | 10.99% |

|  | 8.90% |

|  | 7.70% |

### 대한민국 제16대 국회의원 선거
|  | 42.22% |

|  | 38.23% |

|  | 14.93% |

|  | 4.61% |

## 같이 보기
- 속초시의 국회의원
- 강원 고성군의 국회의원
- 인제군의 국회의원
- 양양군의 국회의원